# ويليام برونييه
ويليام برونييه (14 أغسطس 1967

 في مونتريول) (بالفرنسية: William Prunier)‏ لاعب كرة قدم فرنسي معتزل كان يجيد اللعب في خط الدفاع وحاليا مدرب من دون عقد .
لعب برونييه في أندية أوكسير (1984-1993) مرسيليا (1993-1994) بوردو (1994-1995) مانشستر يونايتد (1995-1996) كوبينهاغن (1996) مونبيلييه (1996-1997) نابولي (1997-1998) هارتز (1998) كورتريك (1998-1999) تولوز (1999-2004) السيلية (2004) .
ساهم برونييه في تتويج نادي مانشستر يونايتد ببطولة الدوري الممتاز موسم 1995/1996 كما ساهم في تتويج نادي تولوز ببطولة دوري الدرجة الثانية موسم 2002/2003 .
شارك برونييه مع منتخب فرنسا في مباراة دولية واحدة في أغسطس 1992 وكانت أمام منتخب البرازيل وانتهت بالخسارة 0/2 .
تولى تدريب نادي كان (2007-2008) .

## روابط خارجية
- ويليام برونييه على موقع قاعدة بيانات كرة القدم.إي يو (الإنجليزية)
- ويليام برونييه على موقع ليكيب (الفرنسية)
- ويليام برونييه على موقع ناشيونال فوتبول تيمز (الإنجليزية)
- ويليام برونييه على موقع Soccerbase.com (لاعب) (الإنجليزية)
- ويليام برونييه على موقع عالم كرة القدم.نت (الإنجليزية)